# 김종건 (1969년)
김종건(金鍾建, 1969년 5월 10일~)은 대한민국의 전 축구 선수 및 지도자이다. 동명이인의 축구 선수 1964년생 김종건이 있다.
1992년, 현대 호랑이에서 프로 선수 경력을 시작하여, 2000년 원클럽맨으로 은퇴하였다.

## 수상

### 클럽
울산 현대
- K리그 우승 1회: 1996

### 개인
- K리그 컵 득점왕(2회): 1998, 1999
- FA컵 득점왕(1회): 1998